# Серго Юхим Юхимович
Серго Юхим Юхимович (нар. 7 лютого 1913, Дейкалівка, Зіньківський повіт, Полтавська губернія — 1 грудня 2000, Дніпропетровськ) — український вчений, доктор технічних наук, професор кафедри «Збагачення корисних копалин» Дніпропетровського гірничого інституту.

## З біографії
Закінчив Дніпропетровський гірничий інститут у 1940 р. Працював на коксохімічних заводах України. З 1949 р. — у Дніпропетровському гірничому інституті.
1954 р. — захистив кандидатську дисертацію «Дослідження процесу промивки марганцевих руд в резервуарах баштового типу з використанням стисненого повітря»
1967 р. — захистив докторську дисертацію «Дослідження нових засобів підготовки руд чорних металів до збагачення».
Авторський доробок — близько 200 наукових статей, підручники зі Збагачення корисних копалин. Під його керівництвом захищено 20 кандидатських дисертацій. Зокрема: Ф. У. Попов (1971), А. І. Смирнов (1972), В. І. Ніценко (1974), А. Є. Василевський (1975), В. С. Нечаєв (1977), Н. І. Алілуєв, І. Л. Мнушкін (1979), А. Б. Сиса, О. І. Темченко (1981), О. Д. Напівлях, Д. Ф. Сергєєв (1985), В. І. Суртаєв (1986), Г. І. Сиса (1990).

## Окремі видання
- Серго Е. Е., Шломин А. Н. Опробование и контроль минерального сырья. — 3-е изд., перераб. и доп. — 1997. — 156 с.
- Практикум по обогащению полезных ископаемых: Учеб. пособие для студ. горн. и горнометаллург. спец. вузов / Н. Г. Бедрань, А. И. Денисенко, Е. Е. Серго, Н. Т. Анисимов, Ю. А. Коряков-Савойский, В. И. Кривощеков, В. З. Козин, П. И. Пилов, О. И. Темченко, Л. А. Цыбулько, В. С. Харламов, А. П. Шаленный, А. Н. Шломин. — М.: Недра, 1991. — 526 с.
- Серго Е. Е. Дробление, измельчение и грохочение полезных ископаемых. — М.: Недра, 1985. — 285 с.

## Інтернет-ресурси
- Пам'яті талановитих педагогів і вчених НГУ [Архівовано 4 березня 2016 у Wayback Machine.]

| Володимир Вернадський | Це незавершена стаття про українського науковця. Ви можете допомогти проєкту, виправивши або дописавши її. |